# تکیه ناوه

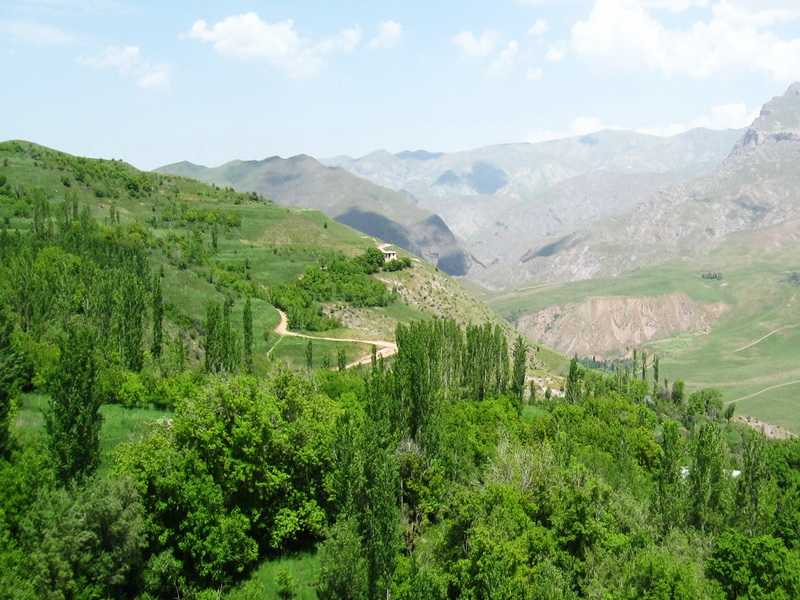
Amir2008m-20130508T121347-r4xa925

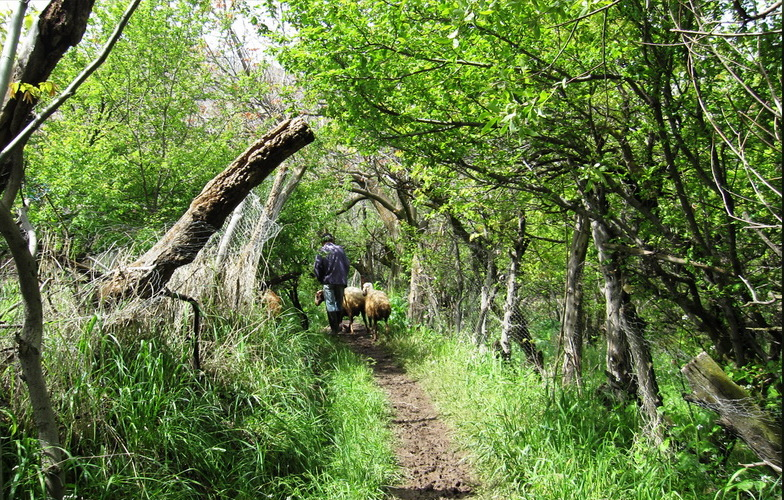
1 Tekieh - Koche TE

تکیه ناوه نام روستایی است در بخش پایین طالقان از توابع شهرستان طالقان استان البرز (طبق تقسیمات کشوری سال ۱۳۹۰ شمسی)، وجه تسمیه یا علت نامگذاری این روستا: تکیه به دلیل وجود امامزاده ابراهیم علی بن عباس بن امیر المومنین (ع)... و ناوه نیز بعلت شکل V دره مانند روستا می‌باشد. در زبان محلی ناوه به معنای نوشده می‌باشد. بر این اساس و با توجه به نظرات افراد قدیمی روستا، دلیل اضافه شدن پسوند ناوه به نام روستا ممکن است تغییر محل زندگی ساکنین روستا از منطقه قدیمی به محل فعلی در جوار امامزاده باشد.
موقعیت این روستا در قسمت مرتفع جنوب غربی هم‌مرز با استان قزوین می‌باشد… ارتفاع این روستا از سطح دریا ۲۱۰۰ متر و از شمال به رودخانه شاهرود و روستای لهران و کش؛ از جنوب به رشته کوه‌های نوار کوه و معدن سنگ گرانیت الرویا؛ از شرق به روستای نساءسفلی، و از غرب نیز به روستای عالیسر، موچان و خورانک محدود می‌گردد.
این روستای نسبتاً بزرگ بخش پایین طالقان بامراتع وسیع و مساحتی حدود ۳۰ کیلومتر مربع در فاصله ۱۵ کیلومتری از مرکز بخش طالقان و ۱۳۵ کیلومتری تهران قرار دارد.
محل قدیم این روستا در حدود ۳۰۰ سال پیش در منطقه کل باغنان در کنار پس چشمه یا پرت چشمه واقع شده بود که با وصیت امامزاده محترم بتدریج به اطراف امامزاده نقل مکان نمودند.
در تقسیمات اداری و کشوری، روستای کوچک عالیسر در مجاورت تکیه ناوه با تکیه ناوه باهم به صورت یک روستای واحد شناخته می‌شوند.
در حال حاضر مکان‌های مسکونی روستا شامل دو بخش اصلی در اطراف امامزاده و منطقه تازه تأسیس به نام همنده می‌باشد. مرکزیت روستاشامل امامزاده، ساختمان پست و مخابرات و دو سوپر مارکت در اطراف امامزاده است.
بیشتر مزارع و باغ‌های روستا در غرب و جنوب غربی روستا قرار دارد.
در سال‌های اخیر ساخت و سازهای بی مجوز توسط اهالی مهاجرت کرده روستا، منجر به ناهمگونی در نوع معماری بافت قدیم و جدید روستا گردیده و از این منظر، دوگانگی چهره روستای قدیم و بخش جدید باعث تغییر در خلق و خو و آداب و رسوم سنتی مردم اصیل و بومی گردیده است.
فراوانی ساخت و سازهای ویلایی نظیر شهرها با حیاطهای بزرگ و مشجر باعث مشکلاتی، نظیر قطعی و جیره‌بندی آب لوله‌کشی و همچنین عدم وجود نقشه جامع و کوچه بندی و گذرهای کافی داخلی منجر گردیده است.
وجود مقبره و بارگاه امامزاده‌ای محترم نزد اهالی طالقان، همچنین درخت اوورس یا سرو کوهی در روبروی امامزاده واقع در گورستان ده بنام چهل دختران که دارای روایت‌ها و قصه‌های مختلفی نزد اهالی قدیمی روستا می‌باشد از جمله جاذبه‌های این روستا می‌باشد.
از مشاهیر ثبت شده و صاحب نام این روستا می‌توان به امیر سرتیپ محمود شیخ‌حسنی معاون آموزشی تربیتی ستاد کل نیروهای مسلح صاحب بن عباد ادیب، شاعر و وزیر دیلمیان، استاد غلامحسین امیرخانی رئیس انجمن خوشنویسان ایران،  شهید فیروز شیخ حسنی اولین شهید خلبان جنگ ایران عراق، دکتر کامبیز شیخ حسنی دیپلمات ارشد وزارت امور خارجه و فیاض طالقانی شاعر پدید آورنده منظومه مناظره جوز و بادام نام برد.
مردم تکیه ناوه مسلمان و شیعه مذهب هستند و هنوز به زبان تاتی تکلم می‌کنند.